# Juan Martínez de Murillo
Juan Martinez de Murillo (Murillo, 1340/1350 – Roma, 8 ottobre 1420) è stato uno pseudocardinale spagnolo, creato dall'antipapa Benedetto XIII, poi confermato da papa Martino V.

## Biografia
Nacque a Murillo tra il 1340 ed il 1350.
L'antipapa Benedetto XIII lo elevò al rango di (pseudo) cardinale nel concistoro del 22 settembre 1408. In seguito, abbandonò l'obbedienza avignonese e venne perdonato da papa Martino V, che lo confermò nel suo titolo il 17 marzo 1419. 
Morì l'8 ottobre 1420, o secondo altre fonti nel novembre dell'anno medesimo, a Roma.